# Master of Philosophy
Le Master of Philosophy (plus souvent abrégé M.Phil.) est un diplôme universitaire du second cycle sanctionnant un travail de recherche et la rédaction d'une thèse ou mémoire (M.Phil. thesis). 

## Royaume-Uni
Au Royaume-Uni, en Australie et en Nouvelle-Zélande ainsi que dans certains autres pays anglo-saxons, le Master of Philosophy (plus souvent abrégé M.Phil.) désigne un diplôme universitaire du second cycle sanctionnant un travail de recherche et la rédaction d'une thèse ou mémoire (M.Phil. thesis). 
Ce diplôme, orienté vers la recherche et passé généralement après un Bachelor, se poursuit en principe par un Ph.D.. Dans certains cas, lorsqu'on n'arrive pas au terme de son doctorat, le M.Phil peut être délivré en substitution au diplôme initialement préparé.

Ce diplôme, que certaines universités délivrent en un an, peut être considéré comme équivalent à l'ancien Diplôme d'études approfondies (DEA) français (avant la réforme LMD).

## États-Unis
Certaines universités américaines décernent également des Master of Philosophy. Dans ces universités, le diplôme est décerné aux étudiants en doctorat ayant suivi les cours nécessaires mais n'ayant pas encore soutenu leur thèse.